# Ein Charakter
Ein Charakter ist ein dänisches Stummfilmdrama aus dem Jahre 1914 von Robert Dinesen mit Valdemar Psilander in der Hauptrolle.

## Handlung
Der Reeder Kurt Rømer ist ein unangenehmer Zeitgenosse: hartherzig und starrsinnig, habgierig und vergnügungssüchtig. Während ein schweres Unglück mit einem seiner Schiffe die Nachrichtenlage bestimmt, vergnügt der Verheiratete sich in seiner Villa ungerührt mit einer Geliebten. Als ihn dabei seine Gattin erwischt, nimmt sie die Reitpeitsche und zieht ihm diese quer durchs Gesicht. In einer Art Schockzustand besteigt Rømer daraufhin sein Pferd und reitet von seinem Grundstück davon. Nach einem Parcours über Stock und Stein sind bald Pferd und Reiter derart erschöpft, dass Kurt auf den Boden stürzt. Das Pferd fällt auf Rømer, der sich allein nicht mehr befreien kann. Ein alter Einsiedler kommt daher und zieht den Unglücklichen unter dem verendenden Tier hervor. Die Obhut, die der alte Mann dem steinreichen Reeder-Schnösel gewährt ist wie eine Katharsis, die ihn zu einem besseren Menschen machen soll. Der Einsiedler formt mit der Zeit aus dem selbstverliebten Egomanen einen Charakter und lehrt ihm, einer ordentlichen Arbeit nachzugehen.
Rømer zeigt sich wider Erwarten dazu bereit, diesen Weg der vollkommenen Selbstreinigung zu gehen und stellt sein Leben komplett neu auf. Sein erster Job ist der eines Speditionsarbeiters im Hafen. Wie‘s der Zufall will, trifft er auch eines Tages seine Frau wieder, als diese gerade zu Besuch bei seinem neuen Arbeitgeber ist. Man erkennt sich jedoch gegenseitig nicht. Als sich beim Gang über das Hafengelände eine über ihr schwebende, schwere Kiste von der Verankerungskette des sie tragenden Krans löst, ist es Rømer, der seine Frau dank eines beherzten Sprunges vor dem sicheren Tod bewahrt. Kurts neuer Boss befindet, dass sein smarter Angestellter zu mehr berufen ist, als simple Verladearbeit zu leisten und holt ihn zu sich in die Schreibstube. Es beginnt Kurt Rømers zweite Karriere, die er aber diesmal mit eigener Hände Arbeit und Fleiß ehrlich verdient. Rasch steigt er die Karriereleiter hinauf und wird bald der Lieblingsangestellte seines Chefs. Aus Kurt, dem Schwerenöter und Lebemann, ist tatsächlich ein ganz neuer Mensch geworden, ein Charakter. Bei einem Wiedersehen mit seiner Ehefrau fremdeln Kurt und sie zunächst, doch führt eine Krankheit beide schließlich wieder zueinander. Von nun an sind beide Eheleute stets füreinander da, und Kurt kann auch ihr Herz zurückgewinnen.

## Produktionsnotizen
Ein Charakter besaß drei Akte und wurde am 28. September 1914 uraufgeführt. In Deutschland, wo man den Film wohl noch vor Jahresende 1914 sehen konnte, wurde ein Jugendverbot ausgesprochen. Der dänische Originaltitel gibt recht gut die gedankliche Intention des Films vor: „Arbejdet adler“ bedeutet „Arbeit adelt“.

## Kritik
„Psylander spielt in dem Drama ‚Ein Charakter‘ eine Rolle, wie er sie gerne spielt. Sie gibt ihm die Gelegenheit das ganze Register seines Könnens zu entfalten. Die Wucht, wie das geschmeidige, den Ernst wie den heitersten Leichtsinn, die Sinnlichkeit wie die schüchterne Liebe. Ein echter Psylander. Bei dem es genügt, daß er spielt, und es gleichgiltig ist, ob der Stoff breiter oder schmäler, besser oder schwächer ist. (…) Diese Handlung ist in prachtvollen Bildern, in der bekannt künstlerisch vornehmen Behandlung der Nordisk-Fabrik, zusammengefaßt.“